# Nothing Like the Rain
Nothing Like the Rain is een nummer van de Nederlandse eurodanceact 2 Unlimited uit 1995. Het is de vierde en laatste single van hun derde studioalbum Real Things.
Nothing Like the Rain heeft een ander geluid dan de andere hits van 2 Unlimited. Het is namelijk een stuk rustiger dan andere nummers en gaat meer de kant van de popmuziek op dan van de eurodance. Het nummer werd in een paar Europese landen een hit. In de Nederlandse Top 40 haalde het de zesde positie en in de Vlaamse Ultratop 50 de 23e.